# Terreur dans la nuit
Pour plus de détails, voir Fiche technique et Distribution.
Terreur dans la nuit (Night Watch) est un film britannique réalisé par Brian G. Hutton, sorti en 1973.

## Fiche technique
- Titre : Terreur dans la nuit
- Titre original : Night Watch
- Réalisation : Brian G. Hutton
- Scénario : Tony Williamson d'après la pièce Night Watch de Lucille Fletcher
- Dialogues : Evan Jones
- Production : George W. George, Martin Poll, Barnard Straus, David White producteur associé et Roger Moore producteur exécutif (non crédité)
- Société de production : Brut Productions et Nightwatch Films
- Société de distribution : AVCO Embassy Pictures
- Musique : John Cameron
- Photographie : Billy Williams
- Montage : John Jympson
- Direction artistique : Peter Murton
- Costumes : Yvonne Blake et Eve Faloon
- Pays d'origine :  Royaume-Uni
- Format : Couleur (Technicolor) - 35 mm - 1,85:1 - Son : mono
- Genre : Thriller, Horreur
- Durée : 99 minutes
- Dates de sortie :
  - États-Unis : 9 août 1973 (New York)
  - États-Unis : 10 août 1973 (sortie nationale)

## Distribution
- Elizabeth Taylor : Ellen Wheeler
- Laurence Harvey : John Wheeler
- Billie Whitelaw : Sarah Cooke
- Robert Lang : M. Appleby
- Tony Britton : Tony
- Bill Dean : Walker
- Michael Danvers-Walker : Sgt. Norris
- Rosario Serrano : Dolores
- Pauline Jameson : Secrétaire
- Linda Hayden : Fille dans la voiture
- Kevin Colson : Carl
- Laon Maybanke : Fleuriste
- David Jackson : Wilson